# Ambergtunnel
Der Ambergtunnel liegt bei Feldkirch in Vorarlberg, Österreich. Er wurde 1985 als Umfahrung der Stadt Feldkirch eröffnet und verbindet unter einem Deckgebirge von bis zu 150 m auf einer Länge von 3132 m (Weströhre) bzw. 3118 m (Oströhre) den im Alpenrheintal liegenden Abschnitt der Rheintal/Walgau Autobahn mit dem im Walgau liegenden (umgangssprachlich Walgauautobahn). Die Fahrbahnbreite beträgt 7,50 m mit beidseitigen erhöhten Seitenstreifen von 0,85 m. Die lichte Höhe beträgt im Minimum 4,70 m.

## Geschichte

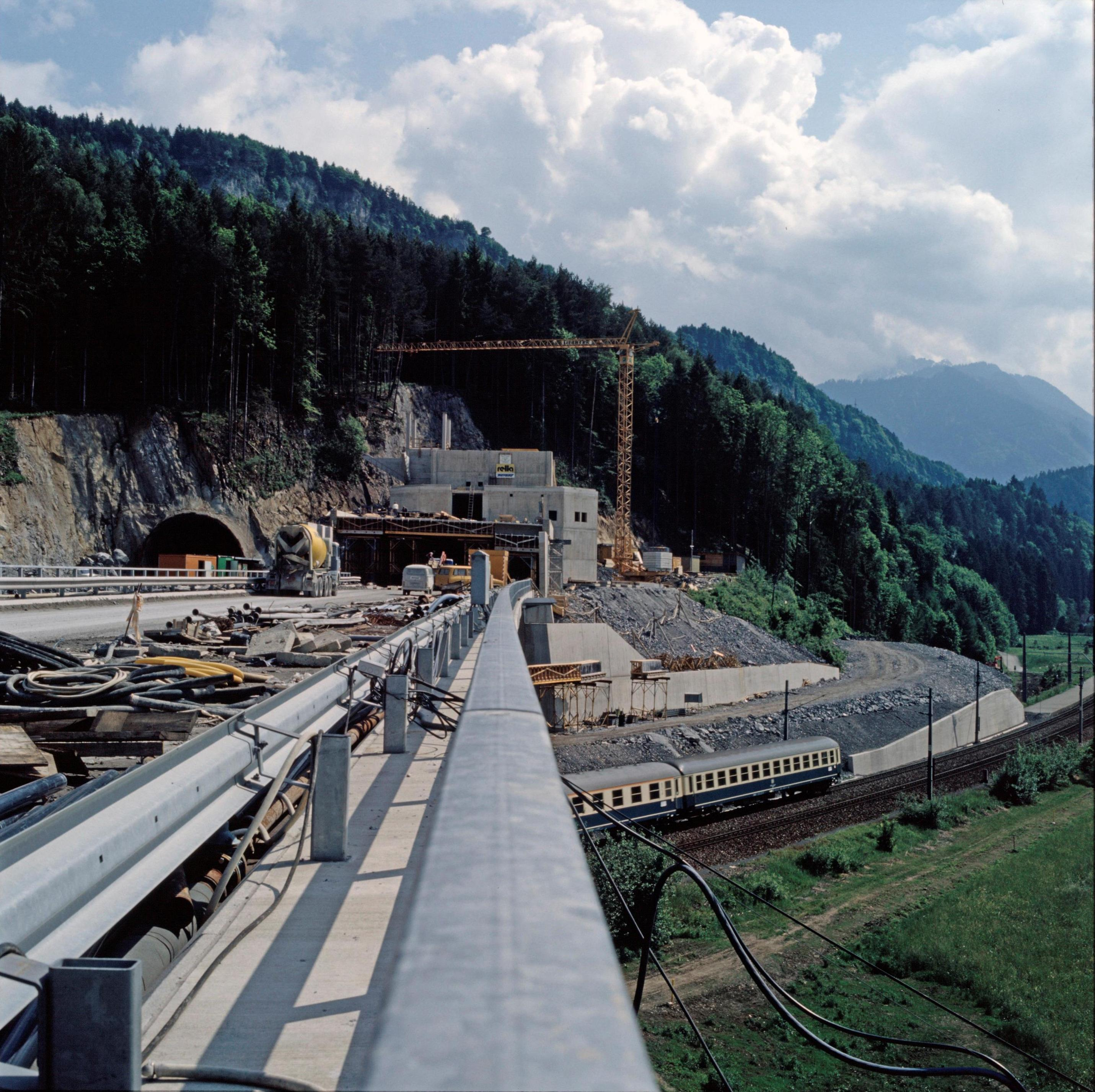
Tunnelbaustelle am Nordportal im Jahr 1984

Mit der Fertigstellung der Weströhre des Ambergtunnels und der Verkehrsübergabe am 16. Juli 1985 wurde die Rheintal-Autobahn durchgehend befahrbar, allerdings war dies im Bereich der beiden großen Tunnel vorerst bis Dezember 2003 nur zweistreifig im Gegenverkehr gegeben. Im ersten Betriebsjahr hatte der Ambergtunnel noch eine durchschnittliche tägliche Verkehrsstärke von 10.000 Fahrzeugen zu bewältigen. Bis zum Ende des Jahrtausends waren die Verkehrszahlen aber dramatisch angestiegen, und Staus vor den Portalen gehörten bis zum Bau der zweiten Röhre nicht nur an den Skiwochenenden zum gewohnten Bild. 2001 benutzten den Ambergtunnel im Jahresdurchschnitt 23.000 Fahrzeuge pro Tag, davon 2.400 LKW. Die höchsten gemessenen Tagesbelastungen lagen sogar bei 38.000 Fahrzeugen.
Da der Tunnel mit bis 38.000 Fahrzeugen am Tag zu den am stärksten belasteten einröhrigen Tunneln in Österreich zählte, wurde er im Jahr 2003 um eine zweite Röhre („Oströhre“) ergänzt, so dass nun insgesamt vier Fahrstreifen zur Verfügung stehen. Die Kosten für die Oströhre beliefen sich auf 49 Millionen Euro, sie wurde am 16. Dezember 2003 eröffnet.